# Joseph Bertrand
Joseph Louis François Bertrand (Parijs, 11 maart 1822 – Parijs, 5 april 1900) was een Franse wiskundige die zich specialiseerde in de getaltheorie, meetkunde, kansrekening en thermodynamica.
Bertrand was een professor aan de École Polytechnique en het Collège de France. Hij stelde in 1845 een stelling op dat er voor iedere n > 3 tussen n en 2n – 2 een priemgetal ligt. Dit zogenaamde postulaat van Bertrand werd in 1850 bewezen door Pafnoeti Tsjebysjev.
Bertrand vertaalde de werken van de Duitse wiskundige Carl Friedrich Gauss aangaande de theorie van schattingen en de methode van kleinste kwadraten in het Frans.
In 1884 werd Bertrand verkozen tot lid van de Académie française.